# Gillesugur, Raichur
Gillesugur là một làng thuộc tehsil Raichur, huyện Raichur, bang Karnataka, Ấn Độ.